# バーンモー駅
バーンモー駅（バーンモーえき、タイ語:สถานีรถไฟบ้านหมอ）は、タイ王国中部サラブリー県バーンモー郡にある、タイ国有鉄道北本線の駅である。

## 概要
バーンモー駅はタイ王国中部サラブリー県の人口約4万人が暮らすバーンモー郡にある、タイ国有鉄道北本線の駅である。クルンテープ駅から108.78km地点にあり、快速列車で2時間20分程度である。町の中心部にあり、駅の反対側（東側）が、市街地である。サイアム・セメント工場への専用線が当駅より南東に延びていたが廃線となり、後に線路も撤去された。廃線跡を利用してコンテナ積載用側線に転用していた時期もあったが、遅くとも2020年までには取扱いを停止し、ガントリークレーンも撤去済。
一等駅で1日当たり26列車（13往復）が発着しその内訳は、快速4往復、普通9往復である。
また当駅を含むクルンテープ駅よりロッブリー駅までは、複線区間である（一部3線区間）。

## 歴史
1897年3月26日にタイ官営鉄道最初の区間が、クルンテープ駅 - アユタヤ駅間に開業した。1900年12月21日に当初計画のナコンラチャシーマ駅まで完成した。この頃北本線をチエンマイまで整備する事なり、延伸開業の後1901年4月1日にロッブリー駅まで完成し、これに伴い当駅も開業した。当駅開業の約21年後の1922年1月1日に、チエンマイ駅までの全通完成を見た。
- 1897年3月26日 【開業】クルンテープ駅 - アユタヤ駅 (71.08km)
- 1897年5月1日  【開業】アユタヤ駅 - バーンパーチー駅 (18.87km)
- 1901年4月1日  【開業】バーンパーチー駅 - ロッブリー駅 (42.86km)

## 駅構造
単式及び島式1面の複合型ホーム2面3線をもつ地上駅であり、駅舎はホームに面している。

## 駅周辺
- サイアム・セメント工場 (6km)